# Großbardau
Großbardau ist eine Ortschaft und ein Ortsteil der Großen Kreisstadt Grimma im Landkreis Leipzig in Sachsen. Die Gemeinde Großbardau wurde am 1. Januar 2006 nach Grimma eingemeindet. Seitdem bilden Großbardau und seine ehemaligen Ortsteile Waldbardau, Kleinbardau und Bernbruch die Ortschaft Großbardau.

## Geographie

### Geographische Lage und Verkehr
Die Ortschaft Großbardau befindet sich südwestlich von Grimma im Sächsischen Burgen- und Heideland. Großbardau ist der zweitgrößte dörfliche Ortsteil von Grimma und liegt wie der Nachbarort Kleinbardau am namensgebenden Flüsschen Parthe. In der nordöstlichen Gemarkung des Ortsteils Großbardau befindet sich die Siedlung Waldbardau. Die weiteren zur Ortschaft Großbardau gehörigen Ortsteile Bernbruch und Kleinbardau befinden sich südwestlich bzw. südlich von Großbardau. Die Ortschaft Großbardau ist umgeben von mehreren nicht zusammenhängenden Waldgebieten. Dies ist östlich von Waldbardau das Klosterholz, südlich von Kleinbardau der Glastener Forst und nördlich Bernbruch das Frauenholz. Nördlich und südwestlich von Großbardau liegt das Landschaftsschutzgebiet Partheaue, östlich von Großbardau liegt das Landschaftsschutzgebiet Colditzer Forst.
Die Staatsstraße 11 führt durch Großbardau und Kleinbardau. Zwischen Großbardau und Waldbardau verläuft die Bahnstrecke Borsdorf–Coswig, an der Großbardau zwischen 1879 und 1899 bzw. um 1930 eine Ladestelle mit Anschlussgleis für den Schwemmteichbruch bzw. für das Pflastersteinwerk Grimma besaß. Weiterhin existiert an dieser Bahnstrecke die Blockstelle Großbardau. Von 1937 bis 1947 hatte der Ortsteil Kleinbardau einen Haltepunkt an der Bahnstrecke Borna–Großbothen.

### Nachbarorte
| Grethen   | Grimma                                      | Waldbardau |
| Großbuch  | Kompassrose, die auf Nachbargemeinden zeigt | Schaddel   |
| Bernbruch | Kleinbardau                                 | Großbothen |

## Geschichte

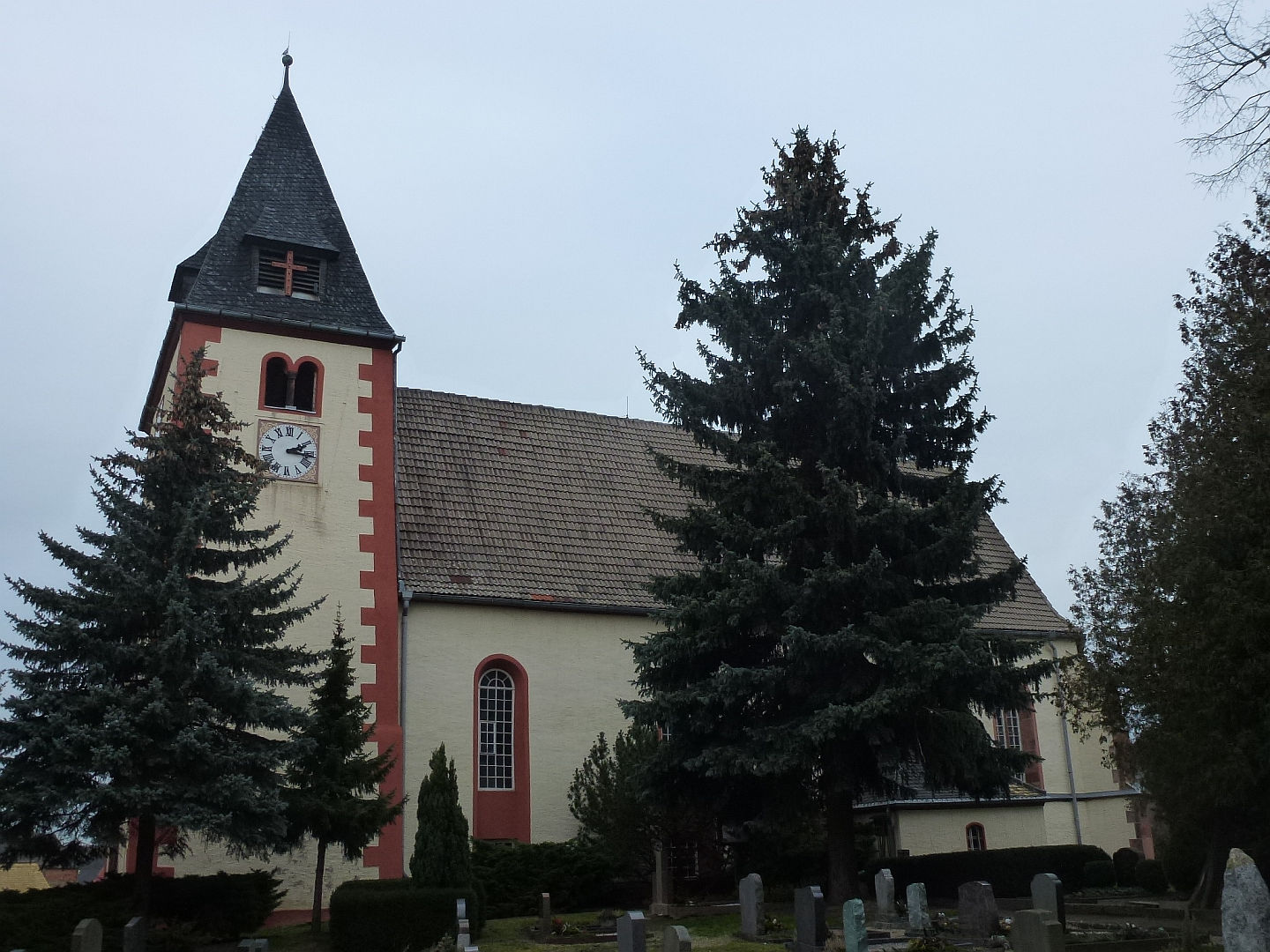
Kirche in Großbardau

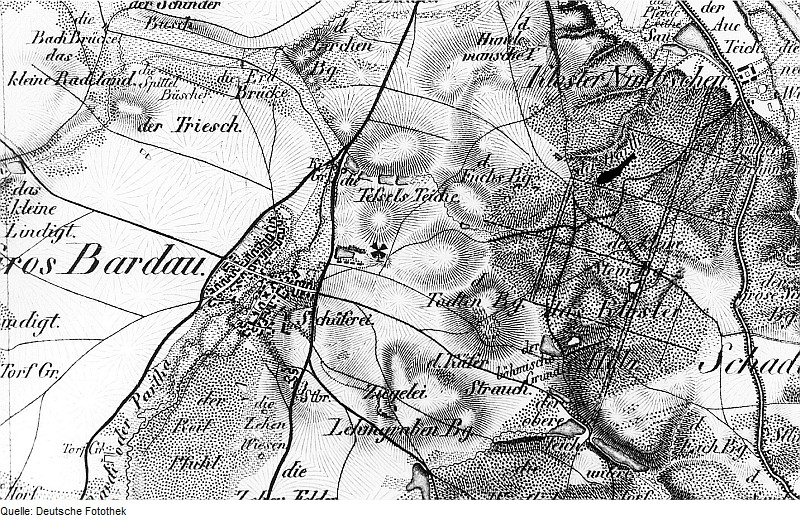
Großbardau auf einer Karte von 1836/39

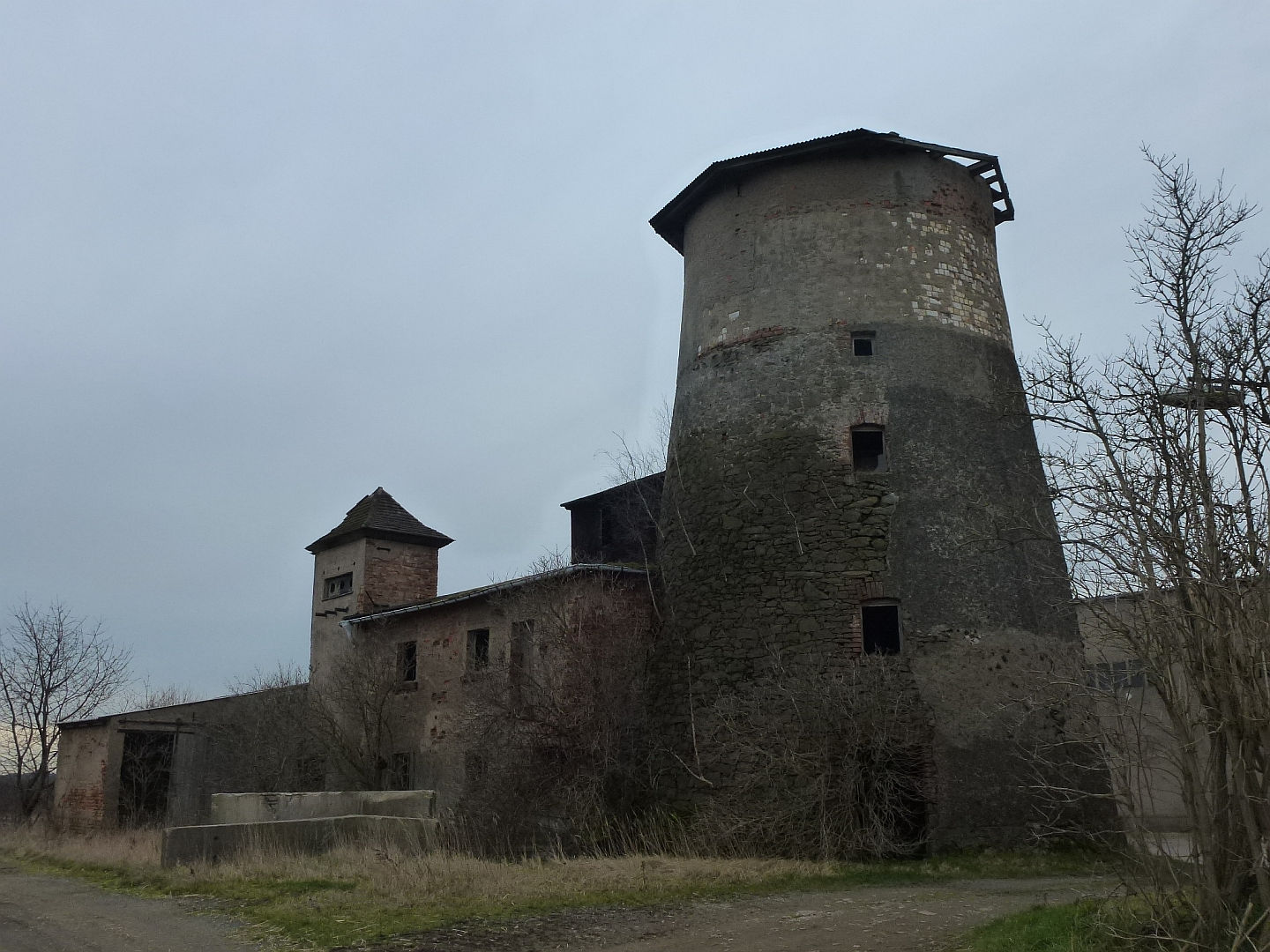
Windmühle in Großbardau

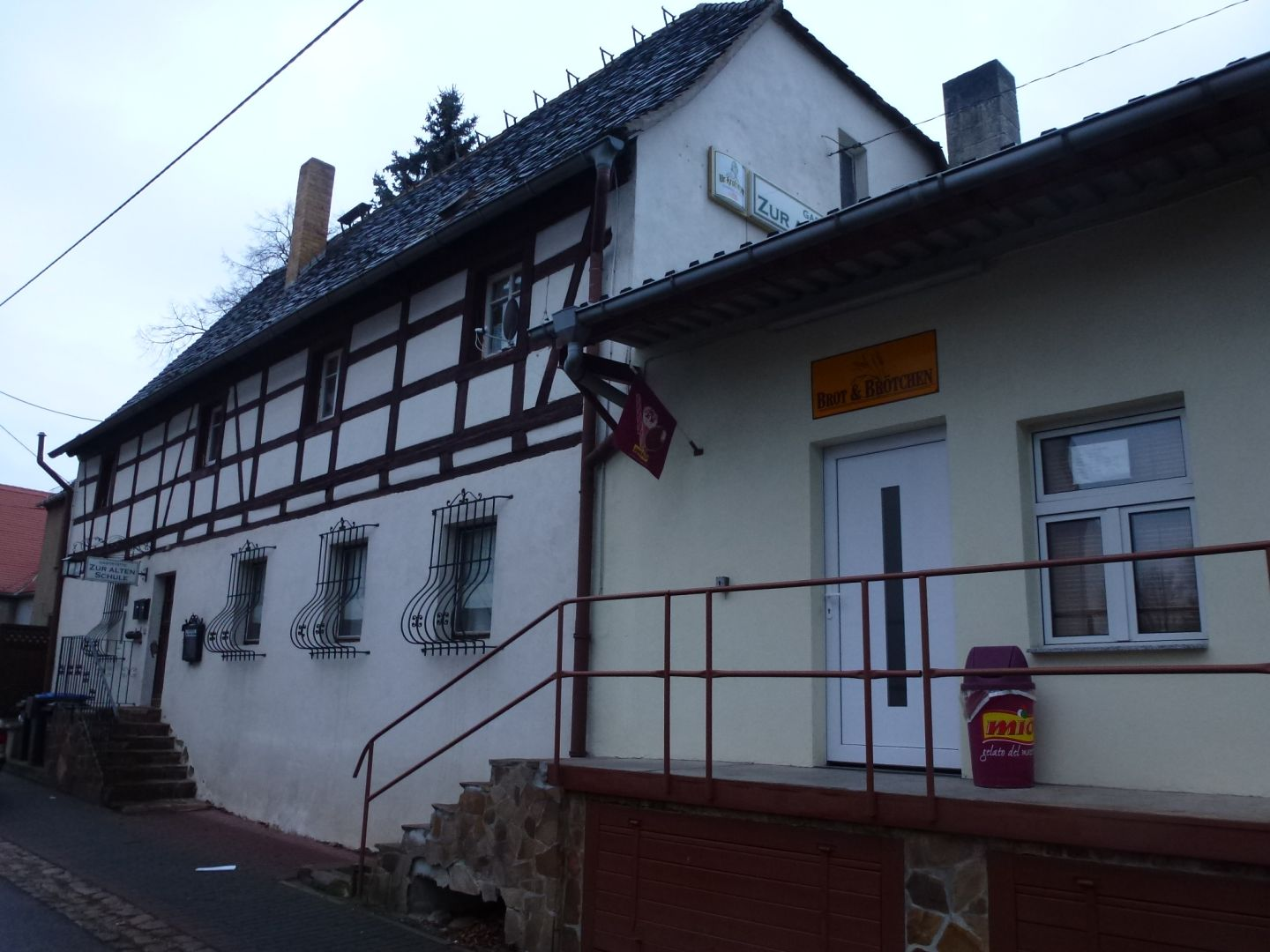
Fachwerkhaus in Großbardau

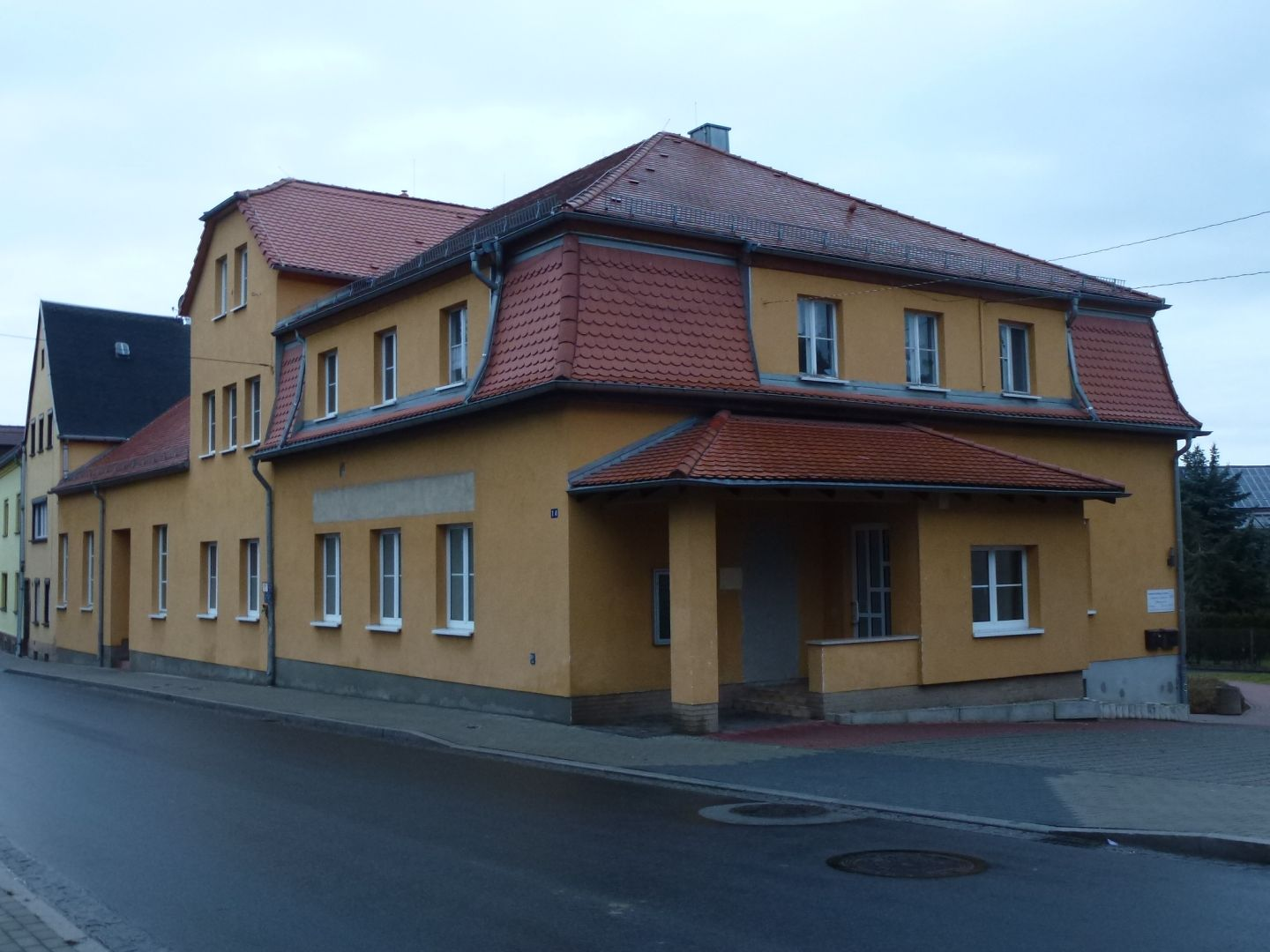
Rathausaußenstelle in Großbardau

### Entstehung und Frühgeschichte von Großbardau
Der Flussname Parthe, von dem Großbardau seinen Namen ableitet, wird teils germanisch, teils slawisch hergeleitet („stinkende“, hier in ihrem Oberlauf ist sie allerdings sehr sauber, die Existenz von Krebsen beweist das). Auf der Endmoräne am Schnellbach, nordwestlich von Großbardau, wurden beim Aufschluss einer Sandgrube Reste einer slawischen Siedlung gefunden. Auch trug die etwa in diese Richtung führende Bornaische Straße im Mittelalter den Namen Windgasse, was auf wendische, also sorbische Besiedlung hinweist.
Um die Zeit der Jahrtausendwende setzte allmählich eine deutsche Besiedelung der Region ein, nachdem Kaiser Otto II. das Gebiet an der Parthe im Jahr 974 dem Bistum Merseburg überließ. Vermutlich wollte König Heinrich II. kurz nach der ersten Jahrtausendwende in einem Teil links der Mulde ein kirchliches Mittelzentrum errichten. Wegen seiner günstigen Lage auf einem Felsen an einer Furt durch die damals versumpfte Parthen-Aue war Großbardau während des gesamten frühen Mittelalters bedeutende „Geleit“-Station an der Alten Salzstraße. Dieser historische Handelsweg verband den damals deutschen Siedlungsraum Leipzig-Magdeburg mit dem salzarmen Böhmen. Anfangs war Großbardau der letzte deutsche Stützpunkt vor der Durchquerung des großen Erzgebirgs-Urwaldes, in dem es nur entlang der oft unwegsamen Gebirgstäler eine slawische Streubesiedlung gab.
Spätestens um 1160 vermuten die Historiker den Bau einer Holzkirche im Ort. Diese war in der Folgezeit durch den Merseburger Bischof mit ansehnlicher Macht ausgestattet, denn die Grimmaer Kirchgemeinde war zu dieser Zeit der Kirche von Bardau untergeordnet. Dorf und Kirche „Parde“ (Großbardau) müssen somit bereits lange vor ihrer urkundlichen Ersterwähnung 1218 bestanden haben. Immerhin ging es in dieser Ersterwähnung um das Recht des Sächsischen Markgrafen Dietrich des Bedrängten, in seinem Grimmaer Schloss eine Kapelle außerhalb der Bardauer Pfarrgemeinde zu betreiben. Im selben Jahr erhielt Grimma Marktrecht und im Jahr 1220 Stadtrecht. In diesem damals schnell wachsenden Marktflecken Grimma entstand 1220 die große Frauenkirche. Damit war die Zeit Großbardaus als regionales Zentrum beendet und zur Parochie Großbardau gehörten nach 1240 nur noch Kleinbardau (1243 als Zweigsiedlung errichtet), Bernbruch, Otterwisch, Grethen und Hohnstädt.
In der „Gilsenburg“ an der Ecke Parthenstr./Alte Schulstr. war einst das Geleitshaus für die Salzstraße untergebracht. Zusammen mit dem Friedhof und der wehrhaften Kirche befindet sich dieser Komplex auf einem Hügel, der zum größten Teil von einer zwei bis fünf Meter hohen, mauerbekrönten Felskante umgeben ist. Hier im alten Ortskern findet man auch die Namen „Badergasse“ und „Schmiedeteich“, es wird 1308 ein „Conradus Sutor de Parda“ (Konrad der Schuster aus Bardau) in einer Urkunde genannt, das war damals für ländliche Siedlungen untypisch und lässt eher die Planung einer Kleinstadt vermuten.

### Großbardau unter dem Kloster Nimbschen bzw. dem Schulamt Grimma
Markgraf Heinrich der Erlauchte schenkte das Dorf „Maior Parda“ 1241 dem Hospital zu Grimma, 1251 wurde beides von dem aus Torgau nach Grimma bzw. vor 1291 nach Nimbschen umgezogenen Zisterzienserkloster übernommen. Dahin hatten die Bauern und die 2 Wassermühlen also nun ihre Abgaben zu liefern, die Äbtissin sprach Recht und aufgelassenes Land fiel automatisch dem Kloster zu.
1355 gab es einen spektakulären Gerichtsprozess, in dem die Äbtissin den Großbardauer Bauern Recht gab in der Forderung nach preiswerteren Mühlengebühren. Günstig war, dass durch die Macht des Klosters hier keine Bauern zu Leibeigenen wurden, Auseinandersetzungen zwischen Feudalherren und dem Kloster zogen sich aber noch jahrhundertelang hin. Noch über 200 Jahre später mussten sich die Großbardauer vor einem hohen sächsischen Gericht aufwändig ihr altes Recht bestätigen lassen, ihre Kinder nicht zu Fron- und Gesindediensten schicken zu müssen. Noch heute kann man erkennen, dass es im Dorf nur ein recht schlichtes, um 1820 erwähntes Vorwerk und keinerlei Schloss gibt, dafür aber viele ausgesprochen große Bauerngehöfte.
Infolge der Einführung der Reformation und der Säkularisation wurde das Kloster Nimbschen als geistliches Institut im Jahr 1536 aufgelöst. Anschließend wurde der Wirtschaftsbetrieb und die dazugehörigen Besitzungen vorerst von dem Klosterverwalter fortgeführt, bis im Jahr 1542 der Kurfürst Johann Friedrich von Sachsen (1525–1554) das Klostergut verpachtete. Als Teil des einstigen Besitzes des säkularisierten Klosters Nimbschen bildete Großbardau zwischen 1550 und 1856 das westlichste Amtsdorf des kurfürstlich-sächsischen bzw. königlich-sächsischen Schulamts Grimma, welches für die Verwaltung des Besitzes und der wirtschaftlichen Unterhaltung der Fürstenschule Grimma zuständig war. Das Schulamt Grimma wurde ab 1829 schrittweise mit dem Erbamt Grimma zusammengeführt.

### Geschichte von Großbardau von der Mitte des 19. Jahrhunderts bis zur Gegenwart
Bei den im 19. Jahrhundert im Königreich Sachsen durchgeführten Verwaltungsreformen wurden die Ämter aufgelöst. Dadurch kam Großbardau im Jahr 1856 unter die Verwaltung des Gerichtsamts Grimma und 1875 an die neu gegründete Amtshauptmannschaft Grimma. Am 27. Oktober 1867 erfolgte die Eröffnung des Teilstücks Grimma–Leisnig der Bahnstrecke Borsdorf–Coswig über Großbardauer Flur. An dieser besaß Großbardau zwischen 1879 und 1899 bzw. um 1930 eine Ladestelle mit Anschlussgleis für den Schwemmteichbruch bzw. für das Pflastersteinwerk Grimma. Im Jahr 1932 entstand die Siedlung Waldbardau in der nordöstlichen Gemarkung von Großbardau zwischen der Bahnstrecke Borsdorf–Coswig und dem Klosterholz im Osten. Sie war ursprünglich als Wochenendgebiet gedacht.
Durch die zweite Kreisreform in der DDR im Jahr 1952 wurde die Gemeinde Großbardau mit Waldbardau dem Kreis Grimma im Bezirk Leipzig angegliedert. Am 1. Juli 1972 wurde Kleinbardau und am 1. Januar 1974 Bernbruch nach Großbardau eingemeindet.
Die Gemeinde Großbardau gehörte seit 1990 zum sächsischen Landkreis Grimma, der 1994 im Muldentalkreis bzw. 2008 im Landkreis Leipzig aufging. Seit der Eingemeindung der Gemeinde Großbardau nach Grimma am 1. Januar 2006 bildet Großbardau mit seinen Ortsteilen Waldbardau, Kleinbardau und Bernbruch die Ortschaft Großbardau der Großen Kreisstadt Grimma.

### Eingemeindungen

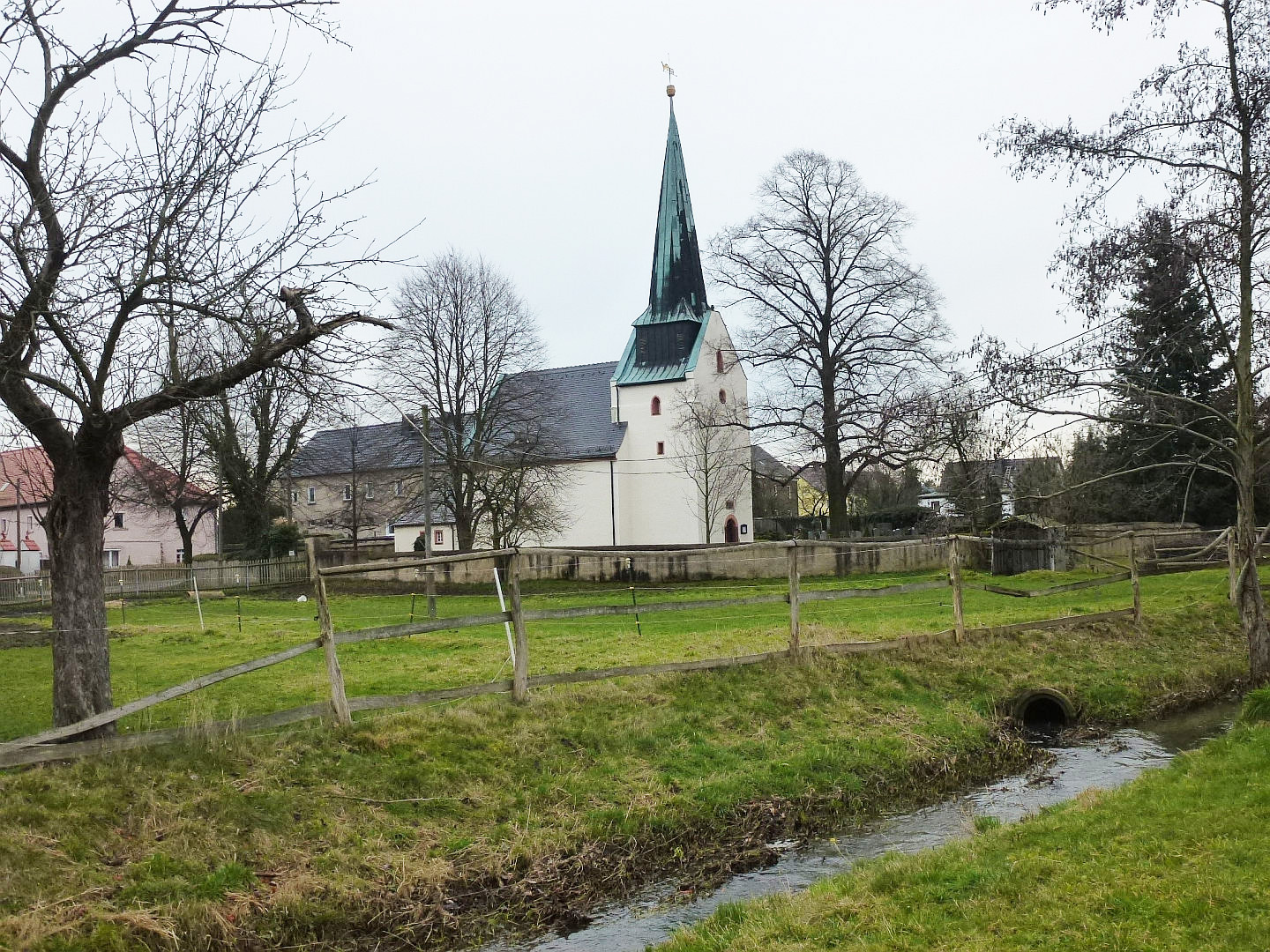
Kirche Kleinbardau

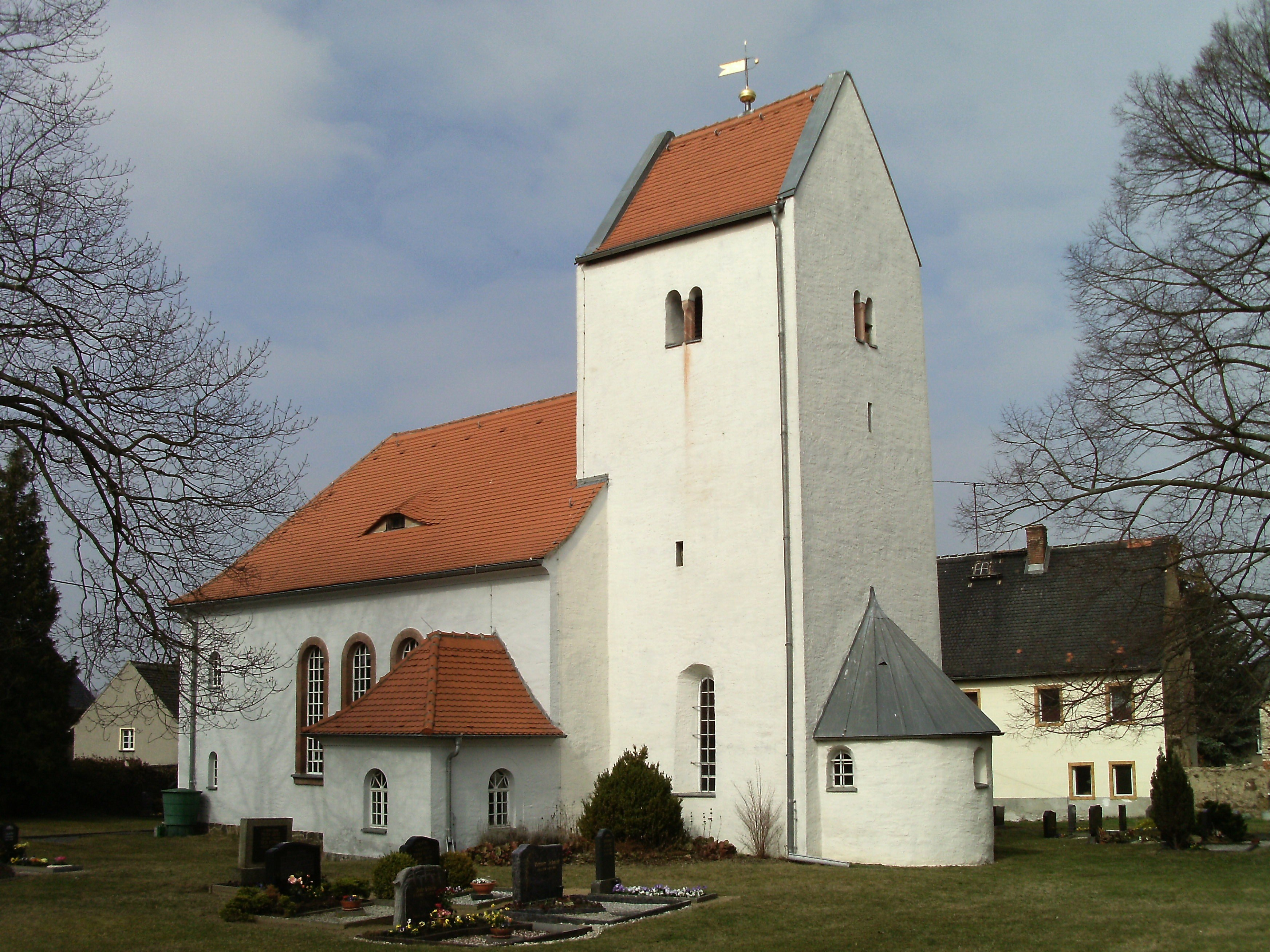
Kirche Bernbruch

Zur Gemeinde Großbardau mit den Ortsteilen Großbardau (ca. 1000 Ew.) und Waldbardau (ca. 150 Ew.) gehörten seit dem 1. Juli 1972 Kleinbardau (ca. 350 Ew.) und seit dem 1. Januar 1974 auch Bernbruch (ca. 250 Ew.). Nach einigen Jahren Verwaltungsgemeinschaft erfolgte am 1. Januar 2006 die Eingemeindung nach Grimma.

## Fußball
Der SV Großbardau spielt derzeit in der 2. Kreisklasse B Muldental. Der Verein gründete sich 2009 neu, da es vorher eine mehrjährige Spielpause gab. Das Stadion des SV Großbardau heißt „Pappelstadion“ und befindet sich in der Großbothener Straße. Der Sportplatz verfügt über einen Rasenplatz sowie Kabinen und ein Sportlerheim.

## Sehenswürdigkeiten
In der Liste der Kulturdenkmale in Großbardau sind die Kulturdenkmale des Ortes aufgeführt.

## Söhne und Töchter von Großbardau
- Carl Christoph Traugott Tauchnitz (1761–1836),  Pionier der Stereotypie (des preiswerten Massendruckes von Büchern)
- Berndt Keller (* 1946), deutscher Soziologe und Verwaltungswissenschaftler
- Oskar Karich (1895–1959), Böttchermeister und Heimatschriftsteller